# A Blaze in the Northern Sky
A Blaze in the Northern Sky – drugi album norweskiego zespołu muzycznego Darkthrone, wydany w lutym 1992 roku przez brytyjską wytwórnię płytową Peaceville. Jest to pierwsza blackmetalowa płyta zespołu.

## Wydania
Album był trzykrotnie wznawiany przez firmę Peaceville. Pierwsza reedycja ukazała się w lutym 1992 roku na płycie gramofonowej, na płycie kompaktowej w kolorze czarnym oraz w nakładzie limitowanym do 2000 sztuk w kolorze białym. Druga edycja została wydana w 2001 roku na płycie gramofonowej oraz na płycie kompaktowej w papierowej okładce. 
W 2003 roku album A Blaze in the Northern Sky został wydany na płycie kompaktowej w formie digi-pack, wydawnictwo zawierało również dodatkową ścieżkę multimedialną zawierającą wywiady z członkami zespołu. W 2005 roku firma Back on Black Records wydała album na płycie gramofonowej w formie picture-disc w limitowanym do 1000 egzemplarzy nakładzie.

## Lista utworów
| Nr | Tytuł utworu                  | Słowa  | Muzyka                            | Długość |
| -- | ----------------------------- | ------ | --------------------------------- | ------- |
| 1. | „Kathaarian Life Code”        | Fenriz | Fenriz, Nocturno Culto, Zephyrous | 10:39   |
| 2. | „In The Shadow of the Horns”  | Fenriz | Fenriz, Nocturno Culto, Zephyrous | 7:02    |
| 3. | „Paragon Belial”              | Fenriz | Fenriz, Nocturno Culto, Zephyrous | 5:25    |
| 4. | „Where Cold Winds Blow”       | Fenriz | Fenriz, Nocturno Culto, Zephyrous | 7:26    |
| 5. | „A Blaze in the Northern Sky” | Fenriz | Fenriz, Nocturno Culto, Zephyrous | 4:58    |
| 6. | „The Pagan Winter”            | Fenriz | Fenriz, Nocturno Culto, Zephyrous | 6:35    |
|    |                               |        |                                   | 42:05   |

## Twórcy
- Ted "Nocturno Culto" Skjellum - śpiew, gitara prowadząca
- Ivar "Zephyrous" Enger - gitara rytmiczna
- Gylve "Fenriz" Nagell - perkusja
- Dag Nilsen - gitara basowa (muzyk sesyjny)
- Erik Avnskog - inżynier dźwięku